# Django – schwarzer Gott des Todes
Django – schwarzer Gott des Todes (Originaltitel: Starblack) ist ein 1966 entstandener Italowestern, den Gianni Grimaldi in deutscher Koproduktion mit Robert Woods in der Hauptrolle inszenierte. In die deutschsprachigen Kinos gelangte er jedoch erst am 7. April 1972.

## Handlung
Johnny Blyth kehrt in seinen Heimatort zurück; er findet seinen Vater seit langem ermordet und seine Mutter mit Onkel Harold verheiratet. Im Ort herrscht der Bankier mit seiner Gruppe von Banditen, denen aber nicht nur Johnny und einem taubstummen Freund, sondern auch ein mysteriöser Fremder, der „Starblack“ genannt wird, seine Aktionen entgegensetzt. Gemeinsam finden sie heraus, wer die Mörder von Johnnys Vater waren und können den Bankier schachmatt setzen. Starblack lüftet seine Identität: Johnny Blyth.

## Kritik
„Bieder und einfallslos inszenierter schießfreudiger Italo-Western.“ schreibt das Lexikon des internationalen Films.
Christian Keßler findet, diese Koproduktion sei „mehr als genießbar, denn Grimaldi versteht sich durchaus auf sein Handwerk.“ Ulrich P. Bruckner urteilt: „Bester Action-Western von Giovanni Grimaldi.“

## Bemerkungen
Das Titellied interpretiert Hauptdarsteller Woods. War die Kinofassung im Jahr 1972 in Deutschland noch ab 18 freigegeben, wurde die Blu-ray Disc sowie DVD im Jahr 2020 ungeschnitten ab 16 freigegeben.